# Juno
 For alternative betydninger, se Juno (flertydig). (Se også artikler, som begynder med Juno)
Juno er i romersk mytologi den gudinde, som havde den højeste rang. Hun blev forbundet med gifte og fødende kvinder. Hun var selv gift med Jupiter.
Juno jævnføres med den græske gudinde Hera, eftersom de begge var gift med den højeste af guderne. Men til forskel fra Hera var Juno en meget værdig, dronningelignende gudinde og associeredes ikke med jalousi.
Junos hellige dyr er en ko.
1 juli, er Junos helligdag.
[kilde mangler]